# Ель-Куфра (муніципалітет)
Ель-Куфра (араб. الكفرة Al Kufra) — муніципалітет в Лівії. Адміністративний центр — місто Ель-Джаф. Площа — 433 611 км². Населення — 50 104 (2006). Ель-Куфра є частиною історичної області Киренаїка. Розташований в південно-східному «кутку» країни. Межує з Єгиптом, Суданом і Чадом. Майже всю площу муніципалітету покриває пустеля Сахара.24° пн. ш. 23° сх. д. / 24° пн. ш. 23° сх. д.